# Яропуд Зиновій Петрович
Зиновій Петрович Яропуд (нар. 24 квітня 1949, с. Зубра Львівський район Львівська область) – хоровий диригент, баяніст, педагог, фольклорист, композитор. Член Національної всеукраїнської музичної спілки і вченої ради Подільського відділення ІМФЕ імені М. Т. Рильського (2006 р), відмінник освіти України (2005 р.), кандидат педагогічних наук (1987 р.), доцент.

## Життєвий шлях
Зиновій Петрович народився 24 квітня 1949 року в селі Зубра на Львівщині в музично обдарованій родині. У 1957 році пішов у перший клас Зубрянської восьмирічної школи.
1959 р. – зарахований до Львівської музичної школи №2.
У 1967 році закінчив Львівське культосвітнє училище з відзнакою, був направлений у м. Радехів, де працював баяністом РБК і викладачем дитячої музичної школи. 
1968 р. – вступив в Кам’янець-Подільський педагогічний інститут на музично-педагогічний факультет. 
Після закінчення інституту працював викладачем баяна в Чортківському педагогічному училищі. З 1972 р. працював у Кам’янець-Подільському національному університеті імені Івана Огієнка.
1973 – 1974 рр. – служба в армії. Після закінчення служби працював викладачем кафедри музики.
1983р. – вступив до аспірантури.
1987 р. – захистив кандидатську дисертацію в Київському університеті.
З 1992 р. – доцент, а з 2005 р. – професор кафедри. Викладає дисципліни – «Поліфонія», «Хорове аранжування», «Аналіз музичних творів», «Методика хорового диригування». 
1988 – 2004 рр. – очолював кафедру музики. 2004 – 2012 рр. – очолював кафедру методики музичного виховання, вокалу і хорового диригування.

## Творчий доробок
Автор понад 100 наукових і творчих праць, зокрема монографій, посібників, репертуарних збірників. Ініціатор і співорганізатор проведення науково-теоретичних конференцій (1997, 2002, 2007, 2012, 2017) та відкриття меморіального горельєфу, присвячених М. Д. Леонтовичу. Редактор і упорядник трьох збірників наукових праць, підготовлених у співпраці з Інститутом мистецтвознавства, фольклористики та етнології ім. М. Т. Рильського.
У творчому доробку композитора запис, розшифрування і аранжування фольклорних пісень та оригінальні твори для жіночого, дитячого і мішаних хорів, солоспіви на слова Т. Шевченка, П. Тичини, Л. Костенко, Р. Кіплінга, В. Коротича, В. Дзюпиної, В. Матвієнка, В. Нечитайла, В. Лашка, Л. Талалая, Г. Чубач, твори для фортепіано, оркестрування музики до танців («Подільські гуляночки», «Молодіжний», «Вступний»). Його твори видрукувані у власних збірниках «Прилетіла ластівочка» (2000 р.), «Пісні та хори у супроводі фортепіано» (2003 р.), «Українські народні пісні в обробці для хору без супроводу» (2003 р.), а також увійшли до збірок пісень: В. Кропивницький «Музично-пісеннатворчість митців Хмельниччини» (1997 р.), В. Матвієнко «Душі моєї хвилювання», «Пісне моя зоряна» (2001 р.), М. Печенюк «Дзвінкі голоси» (2000-2002 рр.).
Творчо-виконавська діяльність: керівник оркестрової групи народного ансамблю танцю «Горлиця» (1974 – 1984 рр.), художній керівник ансамблю «Смотрич» (1975 – 1980 рр.), учасник міжнародних конкурсів і фестивалів (Куба, 1978 р. – лауреат XІ Всесвітнього фестивалю молоді і студентів  у Гавані; Росія: Тамбов – 1982 р., Москва – 1983 р.; п’ять країн Африки – 1984 р., Іспанія – 1992 р.; Королівство Бельгія – 2003 р.; «Hajnowka – 2012» Польща: Білосток), з 2007 р. – регент церковного хору УГКЦ Матері Божої Почаївської.
Яропуд З. П. проводить активну музично-просвітницьку роботу серед студентів і громадськості міста та області : концертні виступи (участь як сопілкаря в ансамблі троїстих музик під керівництвом Олексія Беца), публікації у газетах, виступи-бесіди на радіо, присвячені українським композиторам — М. Лисенку, М. Леонтовичу, Б. Лятошинському. Також організовує концерти-зустрічі з Державним камерним ансамблем «Київські солісти», видатним українським скрипалем Богодаром Которовичем, струнним квартетом «Collegium» Київської національної музичної академії імені П. І. Чайковського, ансамблем альтистів «Viola +» Львівської національної музичної академії імені М. Лисенка тощо.
За самовіддану працю на музично-педагогічній ниві відзначений численними державними нагородами.